# Hierodula szentivanyi
Hierodula szentivanyi es una especie de mantis de la familia Mantidae.

## Distribución geográfica
Se encuentra en Nueva Guinea.